# Larsen Truss
 (mai 2025).
 (mai 2025).
En architecture, le Larsen Truss est une méthode de construction des murs extérieurs visant à améliorer l'isolation des nouvelles constructions ou rénovations bois. Ce type de murs a été développé en 1981 à Edmonton, en Alberta, par le constructeur John Larsen dont le but était l'ajout d'une isolation épaisse sans compromettre à la structure du bâtiment. Ce système est généralement composé d'une double ossature en bois dans lequel est rajouté un isolant, souvent en ouate de cellulose, fibre de verre, et laine de roche.

## Conception générale

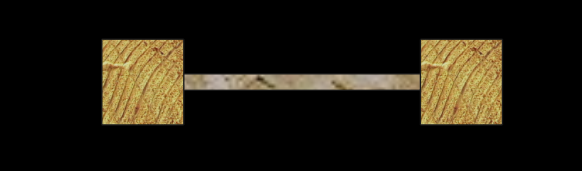
Larsen Truss coupe horizontale

Le Larsen Truss se compose donc de deux montants parallèles en bois (ex : C 16, qui désigne un résineux avec une résistance minimale à la compression de 16 MPa)  reliés par un panneau servant d'entretoise. Le panneau est généralement une plaque d'OSB, incrustée au centre ou sur les côtés des montants parallèles.

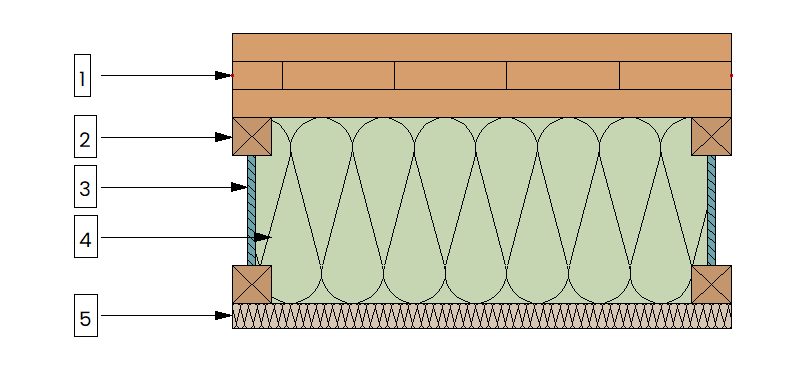
Structure en Larsen Truss 2D, coupe horizontale

En modélisation 2D, la structure en Larsen Truss est généralement représentée comme ceci:
1. Plaque en CLT
2. Montants parallèles en bois
3. Entretoise en OSB
4. Isolant
5. Panneau en bois ou fibre de bois

## Objectifs
Le Larsen Truss n'a pas de rôle structurel, ni porteur pour les murs extérieurs. Son rôle est simplement de rendre le mur plus épais pour garantir une « meilleure isolation ». Autrement dit, ce système ne permet pas de supporter des charges structurelles importantes mais seulement une plus grande flexibilité dans la conception et l'installation, comme pour un projet de rénovation, sans avoir à modifier la structure initiale du bâtiment.

## Sources
1. ↑  « Les structures murales en Larsen Truss : une isolation supérieure », sur www.ecohabitation.com (consulté le 17 avril 2025)
2. 1 2  (en-US) Lana, « Understanding Larsen Trusses », sur Fine Homebuilding, 10 janvier 2024 (consulté le 25 avril 2025)